# 尼尔斯·彼得森 (体操运动员)
尼尔斯·彼得森（丹麥語：Niels Petersen，1885年7月12日—1961年4月29日），丹麦男子竞技体操运动员。他曾代表丹麦获得1912年夏季奥运会体操比赛男子团体自由式铜牌。他也参加了1908年夏季奥运会。